# José Manuel Tuñón de Lara
José Manuel Tuñón de Lara ( en francés: José Manuel Tunon de Lara ) es un académico francés nacido en París el 13 de febrero de 1958, doctor en medicina y doctor en ciencias.

## Biografía
Hijo del historiador e intelectual español Manuel Tuñón de Lara, exiliado en Francia tras la Guerra civil española, realizó sus estudios secundarios en el liceo Louis Barthou de Pau, luego los de medicina en Burdeos, donde se especializó en el tratamiento de enfermedades respiratorias.
Continuó su formación en el Instituto Pasteur de París y más tarde en la Universidad de Southampton en Gran Bretaña. Fue nombrado asistente clínico en 1989 y luego médico del hospital universitario en 1994, en el departamento de enfermedades respiratorias del Hospital Universitario de Burdeos. Doctor en neumología, también realizó una tesis en ciencias de la vida en 1995. Catedrático de neumología en 1996 en la Universidad Victor Segalen de Burdeos 2, Tuñón de Lara se ha especializado en el asma y las alergias respiratorias.
Fue elegido vicepresidente encargado de Relaciones Internacionales en 2003 y presidente de la Universidad Bordeaux II desde enero de 2008 a diciembre de 2014. En 2003, fue elegido vicepresidente de Burdeos II Victor Segalen, nuevamente encargado de las relaciones internacionales. En este contexto, participa activamente en el proyecto Operación Campus de Burdeos, en la creación de la Fundación Universitaria de Burdeos, de la que es vicepresidente desde 2010 y coordina futuros proyectos de inversión, incluida la Iniciativa de Excelencia alcanzada en 2014. Lideró la fusión de las universidades Bordeaux I, Segalen y Montesquieu IV con sus respectivos presidentes. Por último, fue elegido presidente de la recién creada Universidad de Burdeos en enero de 2014  y luego reelegido para este cargo el 18 de enero de 2018. En julio de 2016, la Universidad de Burdeos fue una de las tres primeras universidades incluidas en la denominación IdEx en Francia.
En mayo de 2017, ante la segunda vuelta de las elecciones presidenciales de 2017 que enfrentaron a Emmanuel Macron y Marine Le Pen, envió a todos los estudiantes y al personal de la universidad un correo electrónico llamando a votar y a bloquear el acceso de Marine Le Pen a la Presidencia de la República.
Preside el comité de salud de la conferencia de rectores de universidades desde diciembre de 2018.
En julio de 2019, firmó un acuerdo de transferencia con el Ministerio de Enseñanza Superior e Investigación que permite a la universidad convertirse en propietaria de sus activos inmobiliarios  y participar en una estrategia inmobiliaria al servicio de sus misiones de formación, investigación y desarrollo. Por temor a que la universidad vendiera parte de este patrimonio para financiar sus actividades, se lanzó una petición para proteger el sitio histórico del Observatorio Astronómico de Burdeos en Floirac.
En 2020, involucró a la Universidad de Burdeos en varios proyectos, como el llamado ACT (Universidad, campus y transición mundial), en el marco del PIA 3, que tiene como objetivo crear un campus experimental en el ámbito de la transición energética y la movilidad; la alianza Enlight; o el proyecto UGBRS 2.0.
El 17 de diciembre de 2020 fue elegido presidente de la Conferencia de Rectores de Universidades. En enero de 2022, habiendo llegado al límite de dos mandatos, dejó la presidencia de la Universidad de Burdeos. Le sucedió en el cargo Dean Lewis.
En noviembre de 2023, los ministros responsables de Sanidad, Investigación e Industria le encomendaron la misión de reflexionar sobre la "Implementación de un plan de renovación de la investigación biomédica" con Anne-Marie Armenteras. Este informe  se entrega en mayo de 2024. Presenta 70 propuestas, en particular sobre el papel y la articulación de los hospitales universitarios (CHU), el INSERM y las universidades.

## Publicaciones
- Pneumologie, éditions Ellipses, París, 2009, ISBN 978-2729850920

## Distinciones
- Caballero de la orden nacional del Mérito (2009)
- Caballero de la Legión de honor (2013)
- Oficial de la orden de las Palmas académicas (2017)